# Grammonota zephyra
Grammonota zephyra är en spindelart som beskrevs av Charles Denton Dondale 1959. Grammonota zephyra ingår i släktet Grammonota och familjen täckvävarspindlar. Inga underarter finns listade i Catalogue of Life.